# Викинг Трувор
Викинг Трувор (ранее Сергей Киров (1987—2012)) — комфортабельный четырёхпалубный теплоход проекта 302 (тип «Дмитрий Фурманов»), рассчитанный на 210 пассажиров.

## История

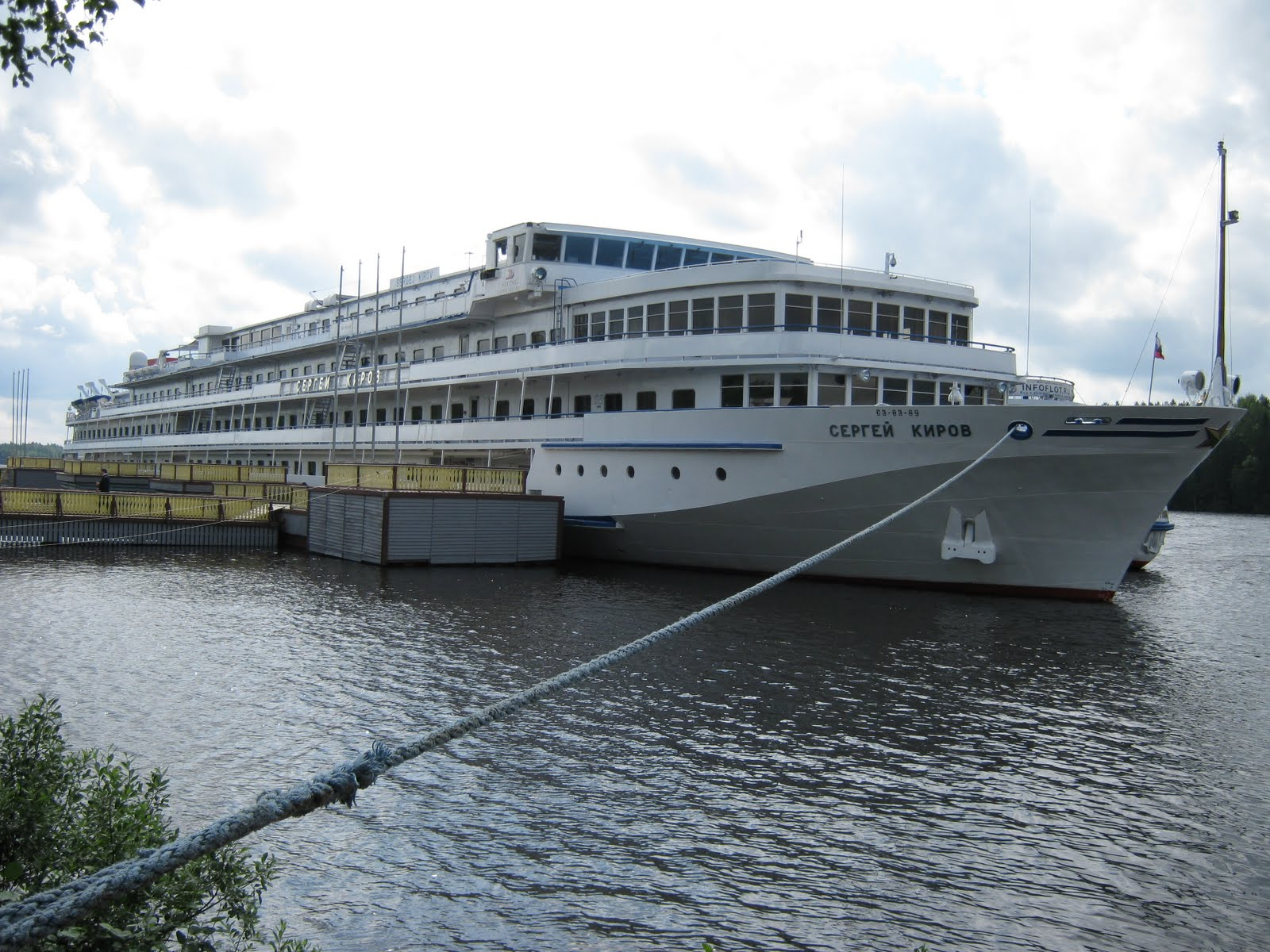
Теплоход 302 проекта Сергей Киров

Построен на верфи VEB Elbewerften Boizenburg/Roßlau, Бойценбург (ГДР) во II серии в 1987 году. Строительный номер 391. Назван в память о советском государственном и политическом деятеле Сергее Кирове.
В 2009 году прошёл обширную реконструкцию. В 2010 году осуществлял круизы по маршруту Санкт-Петербург — Ярославль — Москва.
18 августа 2010 года в 2:45 мск в Рыбинском водохранилище у населённого пункта Легково на 65-м судовом ходу (395-й км водохранилища) произошло столкновение теплохода с грузовой баржей «Василий Осипов», гружёной песком и направлявшейся в посёлок Переборы Рыбинска. В результате происшествия теплоход получил пробоину в области второго отсека правого борта. На теплоходе в этот момент находились 91 член экипажа и 202 пассажира — граждане США и Германии. Погибших и травмированных нет. Из порта Рыбинска к месту столкновения были направлены буксир «Шторм», катер «Мол-113», теплоход «Москва-7». Пробоина теплохода была ликвидирована силами членов экипажа. В 9:30 мск на место происшествия из Рыбинска прибыли два теплохода, которые доставили туристов в Рыбинск, куда от туристической фирмы за ними прибыла колонна автобусов для доставки в Москву. В 2011 году в Интернете появились сообщения о планируемом переименовании в Viking Truvor (латиницей), однако в 2012 году судно было переименовано в Викинг Трувор с соответствующей надписью кириллицей на борту.

## В круизе
На борту теплохода к услугам пассажиров:
ресторан,
Панорама-бар,
Скай-бар,
библиотека,
сувенирный киоск,
прогулочная палуба,
открытый солярий на солнечной палубе,
медицинский пункт.

## Описание кают теплохода
- Каюты с двуспальной кроватью гостиничного типа, просторной ванной комнатой с душевой кабиной, кондиционером:

2 каюты Люкс — двухкомнатная каюта.
37 кают категории A Deluxe
32 каюты категории B Deluxe
4 каюты категории C Deluxe
23 каюты категории D Deluxe
4 каюты категории E Deluxe
2 каюты категории F Deluxe
- 2 каюты категории CS — в каюте односпальная кровать, просторная ванная комната с душевой кабиной, кондиционер.